# Thomas Riesenweber
Thomas Riesenweber  (* 31. Oktober 1975 in Köln-Porz) ist ein deutscher Altphilologe.

## Leben
Riesenweber studierte von 1996 bis 2002 die Fächer Latein, Griechisch und Geschichte für das Lehramt an Gymnasien (Sekundarstufe II/I) an der Rheinischen Friedrich-Wilhelms-Universität Bonn. Er legte 2001 das Staatsexamen in Latein und Geschichte und 2002 die Erweiterungsprüfung Griechisch ab. Er hatte von 2002 bis 2004 Lehraufträge für Lateinkurse an der Universität Bonn inne. Von 2003 bis 2004 war er Academic visitor am Corpus Christi College in Oxford, dann von 2004 bis 2007 Lehrkraft für besondere Aufgaben (50 %) am Institut für Klassische Altertumswissenschaften der Martin-Luther-Universität Halle-Wittenberg. Am 5. Juli 2006 wurde er an der Rheinischen Friedrich-Wilhelms-Universität Bonn zum Dr. phil. promoviert. Im Wintersemester 2006/2007 vertrat er die Assistentur (50 %) am Lehrstuhl für Lateinische Philologie der Martin-Luther-Universität Halle-Wittenberg; im Sommersemester 2007 war er wissenschaftlicher Mitarbeiter (50 %) am Lehrstuhl für Griechische Philologie an der Universität Leipzig. Von 2007 bis 2015 war er wissenschaftlicher Mitarbeiter (100 %) am Lehrstuhl für Lateinische Philologie an der Universität Bonn. Von Wintersemester 2010 bis Wintersemester 2011 war er Gastwissenschaftler an der Universität Leiden. Am 21. November 2012 wurde er für das Fach Klassische Philologie habilitiert. Nach Lehrstuhlvertretungen an den Universitäten Köln, Bonn, Münster und Leipzig sowie einem Gastaufenthalt am Centre Jean Pépin (CNRS) in Paris bei Tiziano Dorandi wurde er im März 2019 zum Universitätsprofessor für Klassische Philologie/Latein an der Universität Wuppertal ernannt; den Lehrstuhl hatte er bereits seit April 2017 vertreten.
Seine Forschungsschwerpunkte sind die römische Liebeselegie (Properz) und Rhetorik, besonders Gaius Marius Victorinus, Ciceros Schrift De inventione sowie die fälschlich Cicero zugeschriebene Rhetorica ad Herennium, speziell die Überlieferungsgeschichte und Textkritik.

## Schriften (Auswahl)
- Uneigentliches Sprechen und Bildermischung in den Elegien des Properz (= Untersuchungen zur antiken Literatur und Geschichte. Band 86). de Gruyter, Berlin u. a. 2007, ISBN 978-3-11-019249-0 (zugleich Dissertation, Bonn 2006).
- als Herausgeber: Marius Victorinus, Commenta in Ciceronis Rhetorica. Accedit incerti auctoris tractatus de attributis personae et negotio (= Bibliotheca scriptorvm Graecorvm et Romanorvm Tevbneriana. Band 2012). de Gruyter, Berlin u. a. 2013, ISBN 3-11-031359-6.
- C. Marius Victorinus, Commenta in Ciceronis Rhetorica. Bd. 1. Prolegomena (= Untersuchungen zur antiken Literatur und Geschichte. Band 120). de Gruyter, Berlin u. a. 2015, ISBN 3-11-031637-4.
- C. Marius Victorinus, Commenta in Ciceronis Rhetorica. Bd. 2. Kritischer Kommentar und Indices (= Untersuchungen zur antiken Literatur und Geschichte. Band 120). de Gruyter, Berlin u. a. 2015, ISBN 3-11-031637-4.